# Trematopygus spiniger
Trematopygus spiniger är en stekelart som beskrevs av Hinz 1976. Trematopygus spiniger ingår i släktet Trematopygus och familjen brokparasitsteklar. Arten är reproducerande i Sverige. Inga underarter finns listade i Catalogue of Life.